# Cellefrouin
Cellefrouin is een gemeente in het Franse departement Charente (regio Nouvelle-Aquitaine) en telt 500 inwoners (2004). De plaats maakt deel uit van het arrondissement Confolens.

## Geografie
De oppervlakte van Cellefrouin bedraagt 40,2 km², de bevolkingsdichtheid is 12,4 inwoners per km².
De onderstaande kaart toont de ligging van Cellefrouin met de belangrijkste infrastructuur en aangrenzende gemeenten.

## Demografie
Onderstaande figuur toont het verloop van het inwonertal (bron: INSEE-tellingen).